# Carmen Cano
Carmen Cano Ruiz (Alcalá la Real, 31 de diciembre de 1992) es una jugadora de hockey sobre hierba española. Es medalla de bronce en el mundial de Londres 2018.